# 福岡市雁の巣レクリエーションセンター野球場
福岡市雁の巣レクリエーションセンター野球場（ふくおかしがんのすレクリエーションセンターやきゅうじょう）は、福岡県福岡市東区奈多の福岡市雁の巣レクリエーションセンター内にある野球場。単に雁の巣球場という通称でも呼ばれる。
長らく福岡ソフトバンクホークスが二軍本拠地及び練習場として使用していたが、二軍本拠地は2016年3月より筑後市のHAWKSベースボールパーク筑後へ移転した。
施設は福岡市が所有し、公園財団が指定管理者として運営管理を行っている。

## 概要
1989年4月1日に部分開業、1991年完成。部分開業の当初からダイエー（現:ソフトバンク）ホークスが二軍の本拠地としていた。また福岡ドームがイベント等で使用できない際には一軍の練習にも使用されていた。
二軍公式戦は無料開放されており、平日休日問わず来場客は多かった。週末ともなると座席が全て埋まり、立ち見客が大勢出るほど。またレクリエーションセンター内にはアビスパ福岡が練習場としている球技場がある。
ホークスの室内練習場及び合宿寮がある西戸崎からは車で約10分の距離にあった（これも筑後市に移転している）。
なお、雁ノ巣レクリェーションセンターにはこの球場とは別に「硬式第1野球場」（両翼92m、センター115m スタンド無し）もある。

## エピソード
ダイエーが出場した2000年の日本シリーズは事前に福岡ドームで開催決定していた日本脳外科学会の為、第1〜3戦が移動日無しで開催され、学会開催の2日間（3日目は午前のみの開催で、夜に第4戦開催。以後、移動日無しで第7戦まで予定）はダイエー・巨人の両チームの公式練習はこの球場で行われた。

## 施設概要
- 両翼：98m、中堅122m
- 内野：クレー舗装、外野：天然芝
- スコアボード：パネル式→磁気反転式（2015年から）
- 収容人員：3,470人

## 交通
- 香椎線（海の中道線）・雁ノ巣駅より徒歩10分
- 西鉄バス「雁ノ巣レクリエーションセンター行」終点下車すぐ